# Serie numismática Cerámica Precolombina Peruana
Cerámica Precolombina Peruana es una serie numismática del sol peruano puesta en circulación por el Banco Central de Reserva del Perú a partir del 17 de octubre de 2024. La colección consta de 11 monedas, que busca difundir, a través de un medio de pago de uso masivo, el valioso patrimonio cultural del país, así como incentivar la cultura numismática.

## Características
En el anverso se observa el Escudo de Armas del Perú rodeado de la leyenda "Banco Central de Reserva del Perú", el año de acuñación y un polígono inscrito de ocho lados que forma el filete de la moneda. En el reverso se observa la imagen de un ceramio correspondiente a un período histórico.

## Monedas de la serie
| Serie Numismática "Cerámica Precolombina Peruana" | Serie Numismática "Cerámica Precolombina Peruana" | Serie Numismática "Cerámica Precolombina Peruana" | Serie Numismática "Cerámica Precolombina Peruana" |
| Orden                                             | Imagen                                            | Emisión                                           | Motivo                                            |
| ------------------------------------------------- | ------------------------------------------------- | ------------------------------------------------- | ------------------------------------------------- |
| 1°                                                |                                                   | 17 de octubre de 2024                             | Período Formativo                                 |
| 2°                                                |                                                   | 19 de diciembre de 2024                           | Cultura Mochica                                   |
| 3°                                                |                                                   | 16 de julio de 2025                               | Cultura Vicús                                     |
| 4.º                                               | Próximamente                                      | Proximanente                                      | Próximamente                                      |